# Adolph Christian Wendler

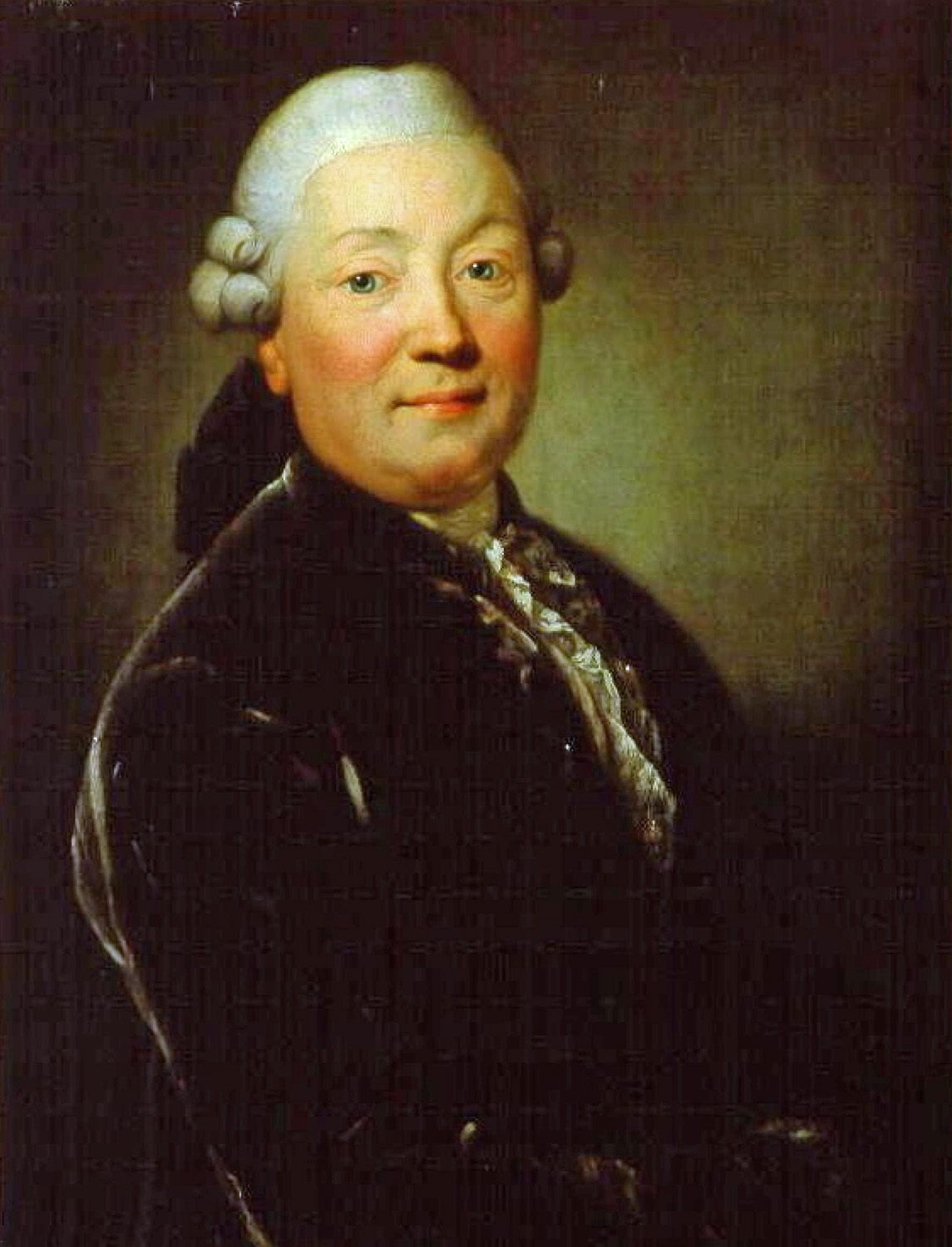
Adolph Christian Wendler. Gemälde von Anton Graff, um 1780.

Adolph Christian Wendler (* 12. August 1734 in Dobrilugk; † 3. Februar 1794 in Leipzig) war ein kursächsischer Jurist und zwischen 1783 und 1793 insgesamt sechsmal Bürgermeister der Stadt Leipzig.

## Werdegang
Wendlers Vater war Königlich-Polnischer und Kursächsischer Kommissionsrat und Amtmann in Doberlug. Wendler studierte Rechtswissenschaften an der Leucorea in Wittenberg, wo er schließlich zum Dr. iur. promoviert wurde. 
1767 erfolgte die Wahl Wendlers in den Rat der Stadt Leipzig. In Leipzig wurde er in der Folgezeit zum Stadtrichter (1777), zum Baumeister (1781) und zum Scabinus (Schöffe) ernannt. In den Jahren 1783, 1785, 1787, 1789, 1791 und 1793 war Wendler Bürgermeister Leipzigs. 
Wendler war Kurfürstlicher Wirklicher Hofrat und seit 1793 Geheimer Kriegsrat.